# Windunegara
Windunegara is een bestuurslaag in het regentschap Banyumas van de provincie Midden-Java, Indonesië. Windunegara telt 3919 inwoners (volkstelling 2010).